# Robert Hamerling

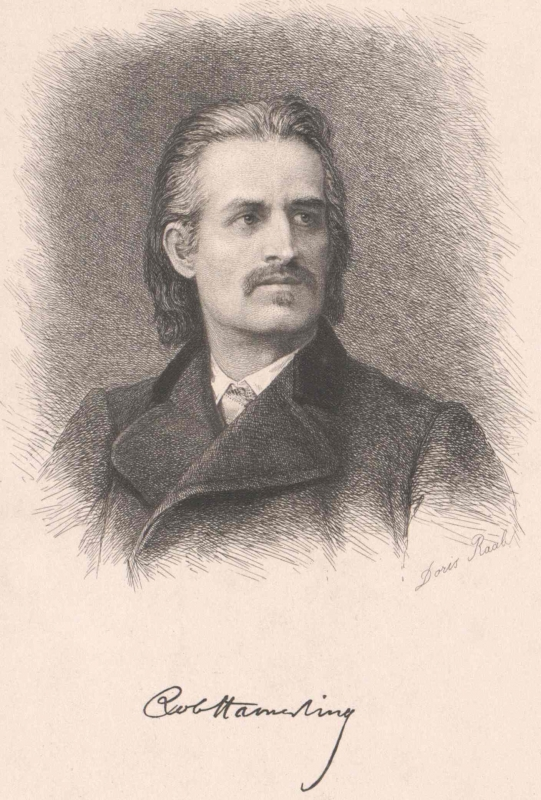
Robert Hamerling, Stich von Doris Raab

Robert Hamerling, getauft als Rupert Johann Hammerling, (* 24. März 1830 in Kirchberg am Walde, Niederösterreich; † 13. Juli 1889 in Stifting bei Graz) war ein österreichischer Dichter und Schriftsteller.

## Leben
Robert Hamerling wurde als Sohn eines mittellosen Webers in Kirchberg am Walde geboren. Ab 1840 besuchte er – mit Unterstützung von Gönnern und Förderern – das Gymnasium des Zisterzienserstifts Zwettl und danach das Schottengymnasium in Wien. 1848 schloss er sich der Revolution („Deutschland ist mein Vaterland! Und Öst’rreich? ei, mein Mutterland!“) an und begann sein Studium an der Universität Wien (Studienfächer: Klassische Philologie, Philosophie, Geschichte, Medizin).
1852 war Hamerling als Aushilfslehrer für klassische Sprachen in Wien tätig. Von 1853 bis 1854 unterrichtete er am Akademischen Gymnasium in Graz, von 1855 bis 1866 arbeitete er als Gymnasiallehrer in Triest. Dort verfasste er Theaterkritiken für die Triester Zeitung. Im Herbst 1866 musste er wegen eines chronischen Magenleidens (1889: unheilbarer Magenkrebs) pensioniert werden und lebte fortan in Graz, wo seine fruchtbarste literarische Schaffensphase begann.
Im 60. Lebensjahr verstarb Hamerling am 13. Juli 1889 in seiner (heute noch bestehenden) Villa in Stifting, Kutscherwirtgasse 10 (später: Stiftingtalstraße 44; heute: Billrothgasse 6, Graz-Ries) an Zehrfieber. Er wurde auf dem Friedhof St. Leonhard in Graz beigesetzt.

## Bedeutung

Hamerling-Denkmal, Stadtpark, Nähe Coventryallee, Graz, von 1904

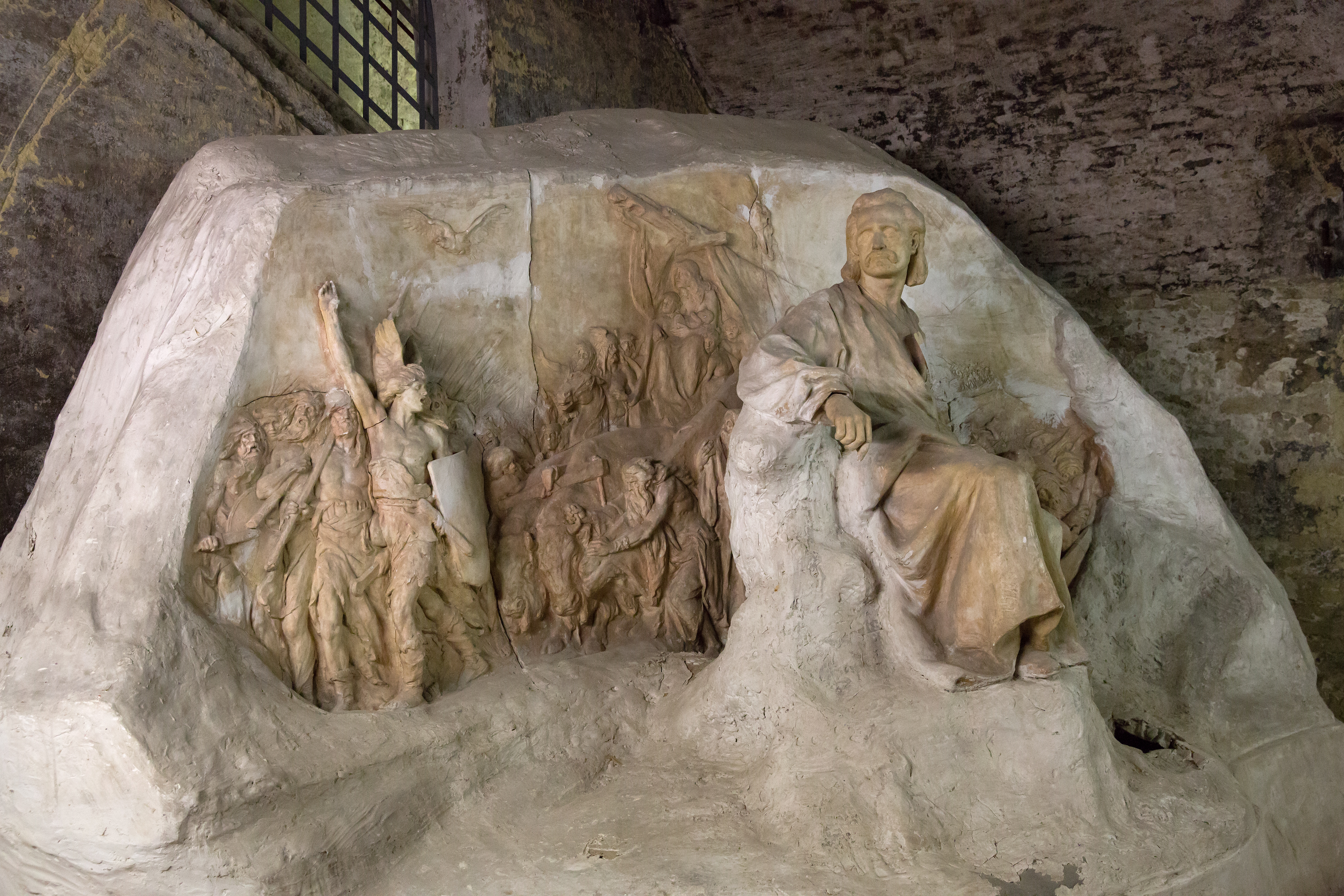
Gipsmodell für das Hamerling-Denkmal in Wien

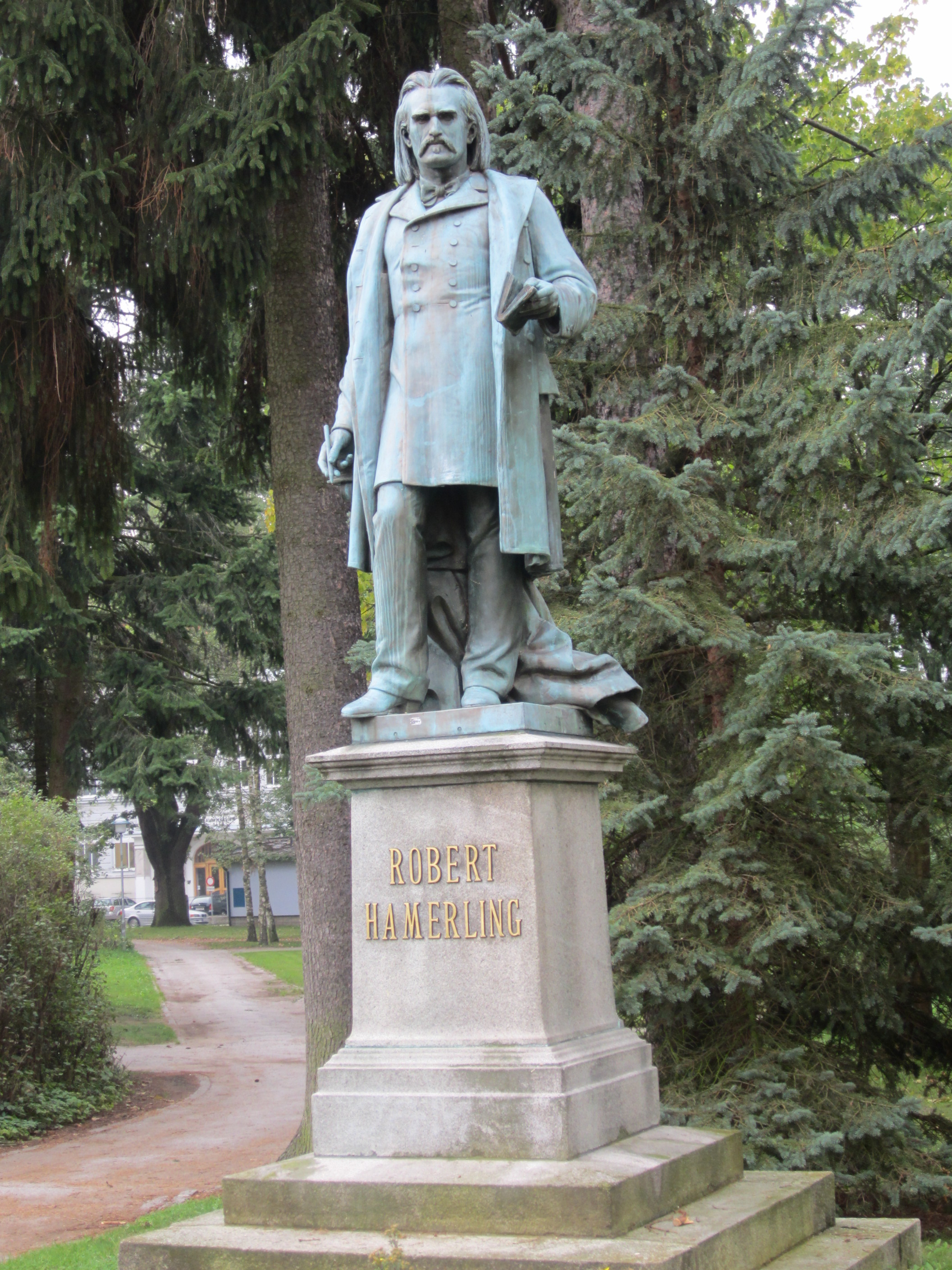
Hamerling-Denkmal in Waidhofen an der Thaya

Hamerling zählte zu seiner Zeit zu den meistgelesenen deutschsprachigen Autoren. Zu seinen Hauptwerken zählt das Epos Ahasverus in Rom (verfasst 1865), das ihn einer breiten Leserschaft erst bekannt machte, und Der König von Sion (1869). In mehreren Werken, insbesondere in Homunculus (1888), bediente sich Hamerling deutlicher antisemitischer Stereotype. Dies führte zu seiner Vereinnahmung durch führende Antisemiten seiner Zeit. Später wurde auch seine klischeehafte Darstellung von Frauen kritisiert.

## Würdigung
Am ersten Todestag, dem 13. Juli 1890, wurde in der Grazer Innenstadt am Haus, in dem er in der Realschulgasse gewohnt hatte (ab 1899 umbenannt, bis heute: Hamerlinggasse 6), eine Gedenktafel enthüllt. Hans Brandstetter (1854–1925) fertigte dafür in weißem Marmor ein reliefiertes Porträt des Schriftstellers. Es waren unter anderem anwesend: Ferdinand Portugall (1837–1901), Bürgermeister der Stadt Graz, Julius Derschatta von Standhalt (1852–1924), steirischer Abgeordneter zum Reichsrat, Aurelius Polzer (1848–1924), Dichter und Schriftsteller sowie Clothilde Gstirner, die langjährige Lebensgefährtin Hamerlings. Die Festrede hielt der nationale Dichter Franz Goltsch (1865–1921). Die greise Mutter des Verstorbenen beobachtete das Geschehen aus einem Fenster der gegenübergelegenen Ober-Realschule.

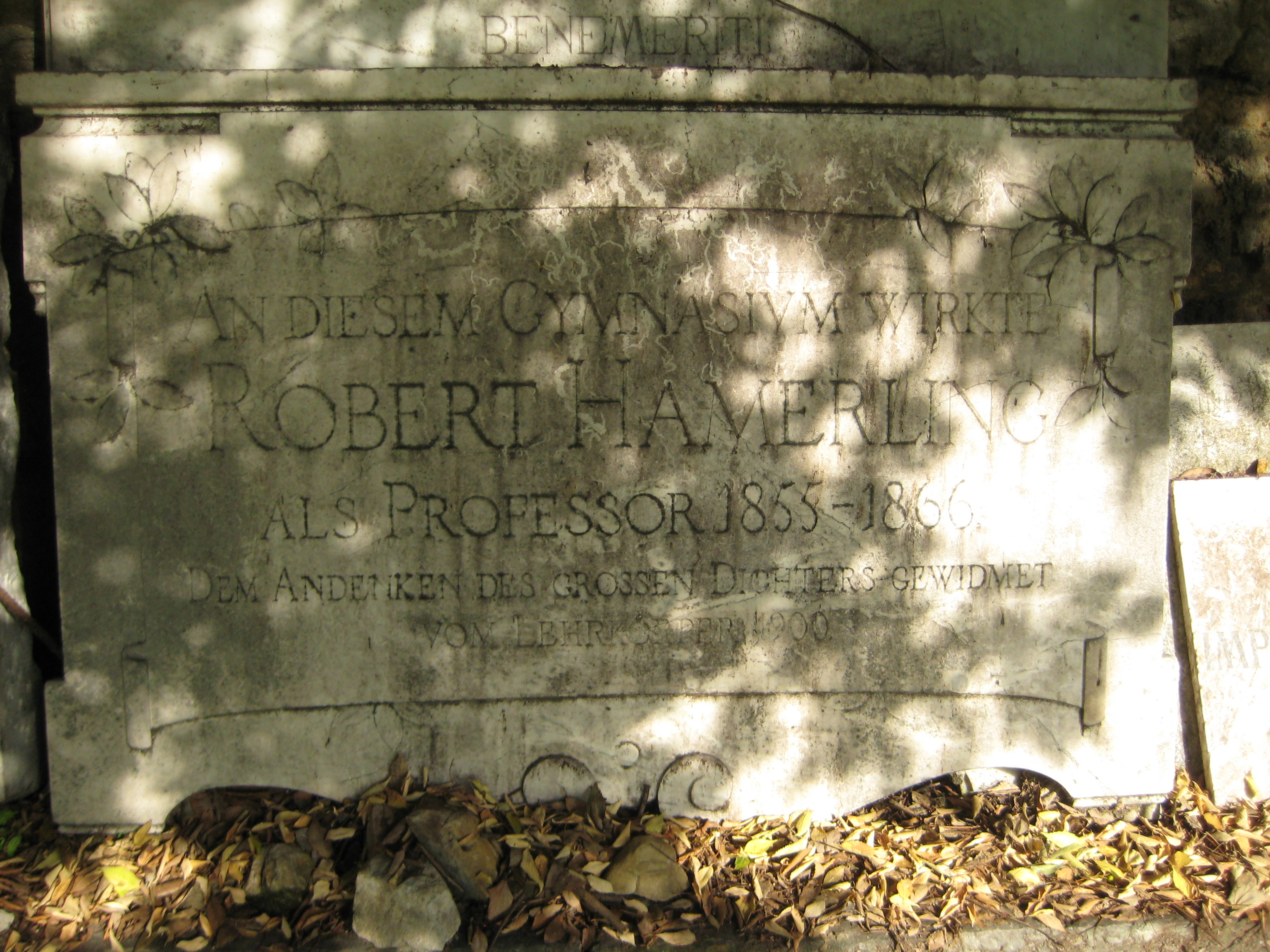
Gedenktafel im ehemaligen Triester k. k. deutschsprachigen Staatsgymnasium (nach 1918 entfernt und in das Staatsmuseum überführt).

In seinem Geburtsort Kirchberg am Walde gab es bis 2006 ein Robert-Hamerling-Museum, getragen vom Hamerling-Verein. Der deutschnationale Politiker Georg Ritter von Schönerer (1842–1921) hat sein Geburtshaus 1891 niederreißen und an dessen Stelle das Stiftungshaus errichten lassen. Heute befindet sich im Stiftungshaus ein Museum.
Im Jahr 1890 wurde in Wien Rudolfsheim-Fünfhaus (15. Gemeindebezirk) die Robert-Hamerling-Gasse benannt, 1904 in der Josefstadt (8. Bezirk) der Hamerlingplatz, sowie zu unbekannten Zeitpunkten in Penzing (14. Gemeindebezirk) die Hamerlinggasse und in Simmering (11. Gemeindebezirk) der Hamerlingweg. In Graz ist seit 1889, die den Opernring mit der Hans-Sachs-Gasse verbindende Realschulgasse auf Hamerlinggasse umbenannt – Hamerling wohnte hier im Haus Nr. 6. In Linz ist die Hamerlingstraße und damit das anliegende Gymnasium nach ihm benannt; ebenso der Hamerlingweg in der Ortslage Zehlendorf Süd im Ortsteil Zehlendorf des Berliner Stadtbezirks Steglitz-Zehlendorf.
Im Jahr 1980 legte die österreichische Post zum 150. Geburtstag eine Sonderbriefmarke auf.
Die bedeutende lettische Dichterin und Dramatikerin Aspazija (1865–1943) entlehnte 1887 ihren Künstlernamen Hamerlings Roman Aspasia, den sie später auch ins Lettische übersetzte (in Fortsetzungen veröffentlicht 1899) und zu einem Drama mit dem Titel Aspazija (Buchausgabe und Uraufführung 1923) verarbeitete.
Ein anthroposophischer Verein in Graz hat Hamerling zum Namenspaten gewählt.

## Werke

### Originalausgaben
- Venus im Exil. Ein Gedicht in fünf Gesängen. Mit lyrischem Anhang. Kober, Leipzig/Prag 1858. Digitalisat der 4. Aufl.
- Sinnen und Minnen. Ein Jugendleben in Liedern. Richter, Hamburg 1859. Digitalisat des Ausg. 1868
- Ein Schwanenlied der Romantik. Mit einem Anhange von Hymnen. Richter, Hamburg 1862. Digitalisat der 4. Aufl. 1873
- Ahasverus in Rom. Eine Dichtung in sechs Gesängen. Richter, Hamburg 1866 (Titel der folgenden Ausgaben: Ahasverus in Rom)
- Der König von Sion. Epische Dichtung in zehn Gesängen. Richter, Hamburg 1869 (Digitalisat)
- Danton und Robespierre. Tragödie in fünf Aufzügen. Richter, Hamburg 1871. Digitalisat der 2. Aufl. 1871
- Teut. Ein Scherzspiel in zwei Akten. Richter, Hamburg 1872. Digitalisat der 2. Aufl. 1872
- Die sieben Todsünden. Ein Gedicht. Richter, Hamburg 1873. Digitalisat der 5. Aufl. 1877
- Aspasia. Ein Künstler- und Liebesroman aus Alt-Hellas. Hesse & Becker, Leipzig 1875. Digitalisat Bd.1, Bd.2, Bd.3
- Lord Lucifer. Ein Lustspiel in fünf Aufzügen. Richter, Hamburg 1880. Digitalisat
- Amor und Psyche. Dichtung in sechs Gesängen. Richter, Hamburg 1882. Digitalisat
- Homunculus. Modernes Epos in zehn Gesängen. Richter, Hamburg 1888. Digitalisat
- Stationen meiner Lebenspilgerschaft. Autobiographie. Verlagsanstalt und Druckerei Actien-Gesellschaft (vormals I. F. Richter-Verlag), Hamburg 1889. Digitalisat der 2. Aufl. 1889
- Lehrjahre der Liebe. Tagebuchblätter und Briefe. Verlagsanstalt, Hamburg 1890 (postum)
- Die Atomistik des Willens. Beiträge zur Kritik der modernen Erkenntniß. Verlagsanstalt, Hamburg 1891 (postum)
- Letzte Grüße aus Stiftinghaus. Lyrischer Nachlaß, hg. v. Oskar Linke. Verlagsanstalt, Hamburg 1894 (postum)
- Ungedruckte Briefe. Vier Theile. Daberkow, Wien 1897–1901 (postum)

### Als Übersetzer
- Giacomo Leopardi: Leopardi’s Gedichte (auch Vorwort), Verlag des Bibliographischen Instituts, Leipzig 1865 (Digitalisat)

### Als Herausgeber
- Das Blumenjahr in Bild und Lied. Eine Blütenlese neuerer deutscher Lyrik. Waldmann, Frankfurt an der Oder 1881

### Werkausgaben
- Poetische Werke. 2 Bde. Campagne, Tiel 1876/77
- Hamerlings Werke. Volksausgabe in vier Bänden. Ausgewählt und herausgegeben von Michael Maria Rabenlechner. Mit einem Geleitwort von Peter Rosegger. Verlagsanstalt, Hamburg 1900
- Hamerlings sämtliche Werke in sechzehn Bänden. Mit einem Lebensbild und Einleitungen herausgegeben von Michael Maria Rabenlechner. Hesse & Becker (Deutsche Klassiker-Bibliothek), Leipzig 1910 (Digitalisate im Internet Archive fortlaufend von https://archive.org/details/3345555_1 bis https://archive.org/details/3345555_16)

### Neuere Ausgaben
- Gedichte. Mit einer biographischen Skizze, hg. v. Heinrich O. Proskauer. Amtshofpresse Manufaktur, Ottersberg 1993, ISBN 3-922704-33-6
- Homunkulus. Epos in 10 Gesängen. Provinz, Weitra 1993, ISBN 3-900878-49-8
- Aspasia. Ein Liebesroman aus Alt-Hellas. Kornmann, Winterbach 1995, ISBN 3-934399-03-7
- Perikles und die Seeschlacht vor Samos. Die schönsten Erzählungen aus dem Roman „Aspasia“. Kornmann, Winterbach 2000, ISBN 3-934399-08-8